# San Vicente de Arana
San Vicente de Arana en espagnol ou Done Bikendi Harana en basque est une commune ou une contrée appartenant à la municipalité d'Harana dans la province d'Alava, située dans la Communauté autonome basque en Espagne.